# Mark Philippoussis
Mark Anthony Philippoussis (* 7. November 1976 in Melbourne) ist ein ehemaliger australischer Tennisspieler griechischer Abstammung.

## Karriere
Er wurde 1994 professioneller Tennisspieler und war 1995 mit 19 Jahren der jüngste Spieler in den Top 50. Im Jahr 1998 erreichte er bei den US Open sein erstes Grand-Slam-Finale, das er gegen seinen Landsmann Patrick Rafter verlor. 1999 wurde er zum ersten Mal unter den Top 10 der Weltrangliste geführt und gewann im Januar gemeinsam mit Jelena Dokić den Hopman Cup.
2003 erreichte er das Finale in Wimbledon, das er gegen Roger Federer verlor. Im gleichen Jahr gewann er mit dem australischen Team gegen Spanien den Davis Cup. Zwischen 1995 und 2006 absolvierte er 13 Begegnungen für Australien und bestritt dabei 23 Partien im Einzel. Er gewann 13 davon.
Philippoussis hatte auch für kurze Zeit mit 228 km/h den Geschwindigkeitsrekord für Aufschläge inne, bevor er von Greg Rusedski mit 239 km/h überboten wurde. Nachdem auch dieser zunächst von Andy Roddick und anschließend Ivo Karlović übertroffen wurde, hält derzeit Samuel Groth den Weltrekord für den schnellsten Aufschlag mit 263 km/h.
Im Sommer 2007 nahm Philippoussis an der Show „Age of Love“ des amerikanischen TV-Senders NBC teil.
Im Jahr 2009 gab Philippoussis bekannt, dass er kein Geld mehr habe, und er sein Haus verlassen müsse: „Ich habe seit 2006 keine Turniere mehr gespielt, und Tennis ist eine dieser Sportarten, in denen du nicht bezahlt wirst, wenn du nicht spielst.“

## Comeback-Versuch
Im Januar 2010 gab Philippoussis sein Comeback im Profi-Tennis. Er startete an einem Challenger-Turnier in Dallas, wo er in der ersten Runde Michael Yani mit 4:6, 4:6 unterlag. Gegenüber US-Medien sagte er zwar, er wolle sich Schritt für Schritt zurück in die ATP-Tour zurückarbeiten, es folgten jedoch keine weiteren Spiele mehr auf Challenger- oder ATP-Ebene.
Für das Turnier in Newport Anfang Juli 2015 erhielt er eine Wildcard, allerdings schied er in der ersten Runde der Qualifikation aus. Auch im Doppel erhielt er mit Partner Ryan Harrison eine Wildcard.

## ATP Champions Tour
Seit 2012 spielt Philippoussis auf der ATP Champions Tour.

## Erfolge
| Legende (Anzahl der Siege)        |
| Grand Slam                        |
| Tennis Masters Cup                |
| ATP Masters Series (1)            |
| ATP International Series Gold (2) |
| ATP International Series (11)     |
| ATP Challenger Tour (2)           |

| Titel nach Belag |
| Hartplatz (9)    |
| Sand (1)         |
| Rasen (3)        |
| Teppich (1)      |

### Einzel

#### Turniersiege

##### ATP Tour
| Nr. | Datum              | Turnier      | Belag     | Finalgegner        | Ergebnis                |
| --- | ------------------ | ------------ | --------- | ------------------ | ----------------------- |
| 01. | 14. Oktober 1996   | Toulouse     | Hartplatz | Magnus Larsson     | 6:1, 5:7, 6:4           |
| 02. | 3. März 1997       | Scottsdale   | Hartplatz | Richey Reneberg    | 6:4, 7:64               |
| 03. | 28. April 1997     | München      | Sand      | Àlex Corretja      | 7:63, 1:6, 6:4          |
| 04. | 9. Juni 1997       | Queen’s Club | Rasen     | Goran Ivanišević   | 7:5, 6:3                |
| 05. | 16. Februar 1998   | Memphis (1)  | Hartplatz | Michael Chang      | 6:3, 6:2                |
| 06. | 14. Februar 1999   | San José (1) | Hartplatz | Cecil Mamiit       | 6:3, 6:2                |
| 07. | 8. März 1999       | Indian Wells | Hartplatz | Carlos Moyá        | 5:7, 6:4, 6:4, 4:6, 6:2 |
| 08. | 13. Februar 2000   | San José (2) | Hartplatz | Mikael Tillström   | 7:5, 4:6, 6:3           |
| 09. | 19. Februar 2001   | Memphis (2)  | Hartplatz | Davide Sanguinetti | 6:3, 6:75, 6:3          |
| 10. | 22. September 2003 | Shanghai     | Hartplatz | Jiří Novák         | 6:2, 6:1                |
| 11. | 16. Juli 2006      | Newport      | Rasen     | Justin Gimelstob   | 6:3, 7:5                |

##### Challenger Tour
| Nr. | Datum            | Turnier   | Belag     | Finalgegner | Ergebnis        |
| --- | ---------------- | --------- | --------- | ----------- | --------------- |
| 01. | 22. Oktober 2006 | Calabasas | Hartplatz | Amer Delic  | 6:74, 7:64, 6:3 |

#### Finalteilnahmen
| Nr. | Datum              | Turnier      | Belag         | Finalgegner    | Ergebnis                  |
| --- | ------------------ | ------------ | ------------- | -------------- | ------------------------- |
| 01. | 6. März 1995       | Scottsdale   | Hartplatz     | Jim Courier    | 6:72, 4:6                 |
| 02. | 9. Oktober 1995    | Kuala Lumpur | Teppich       | Marcelo Ríos   | 6:76, 2:6                 |
| 03. | 16. Oktober 1995   | Tokio        | Hartplatz (i) | Michael Chang  | 3:6, 4:6                  |
| 04. | 29. September 1997 | Toulouse     | Hartplatz (i) | Nicolas Kiefer | 5:7, 7:5, 4:6             |
| 05. | 6. Oktober 1997    | Basel        | Teppich       | Greg Rusedski  | 3:6, 6:76, 6:73           |
| 06. | 14. September 1998 | US Open      | Hartplatz     | Patrick Rafter | 3:6, 6:3, 2:6, 0:6        |
| 07. | 9. Oktober 2000    | Hongkong     | Hartplatz     | Nicolas Kiefer | 6:74, 6:2, 2:6            |
| 08. | 20. November 2000  | Paris        | Teppich       | Marat Safin    | 6:3, 6:77, 4:6, 6:3, 6:78 |
| 09. | 7. Januar 2002     | Adelaide     | Hartplatz     | Tim Henman     | 4:6, 7:66, 3:6            |
| 10. | 10. März 2003      | Scottsdale   | Hartplatz     | Lleyton Hewitt | 4:6, 4:6                  |
| 11. | 7. Juli 2003       | Wimbledon    | Rasen         | Roger Federer  | 6:75, 2:6, 6:73           |

### Doppel

#### Turniersiege

##### ATP Tour
| Nr. | Datum           | Turnier      | Belag     | Partner         | Finalgegner                     | Ergebnis      |
| --- | --------------- | ------------ | --------- | --------------- | ------------------------------- | ------------- |
| 01. | 23. April 1995  | Hongkong     | Hartplatz | Tommy Ho        | John Fitzgerald Anders Järryd   | 6:1, 6:7, 7:6 |
| 02. | 9. Oktober 1995 | Kuala Lumpur | Teppich   | Patrick McEnroe | Grant Connell Patrick Galbraith | 7:5, 6:4      |
| 03. | 15. Juni 1997   | Queen’s Club | Rasen     | Patrick Rafter  | Cyril Suk Sandon Stolle         | 6:2, 4:6, 7:5 |

##### Challenger Tour
| Nr. | Datum             | Turnier | Belag | Partner     | Finalgegner                | Ergebnis |
| --- | ----------------- | ------- | ----- | ----------- | -------------------------- | -------- |
| 01. | 11. Dezember 1994 | Perth   | Rasen | Ben Ellwood | Wayne Arthurs Neil Borwick | 7:5, 7:6 |

#### Finalteilnahmen
| Nr. | Datum           | Turnier      | Belag     | Partner        | Finalgegner                    | Ergebnis      |
| --- | --------------- | ------------ | --------- | -------------- | ------------------------------ | ------------- |
| 01. | 16. März 1997   | Indian Wells | Hartplatz | Patrick Rafter | Daniel Nestor Mark Knowles     | 6:7, 6:4, 5:7 |
| 02. | 10. August 1997 | Cincinnati   | Hartplatz | Patrick Rafter | Todd Woodbridge Mark Woodforde | 6:7, 6:4, 4:6 |
| 03. | 9. März 2003    | Scottsdale   | Hartplatz | Lleyton Hewitt | James Blake Mark Merklein      | 4:6, 7:, 6:75 |